# Henry Northrop
Pour les articles homonymes, voir Northrop (homonymie).
Henry Pinckney Northrop, né le 5 mai 1842 à Charleston (Caroline du Sud) et mort le 7 juin 1916, est un prélat américain qui fut vicaire apostolique de Caroline du Nord (1882-1888), puis évêque de Charleston (1883-1916).

## Biographie
Henry Northrop naît à Charleston en Caroline du Sud, fils de Claudian Byrd Northrop et Hannah Eliza Northrop (née Anderson). Il étudie au Georgetown College de Washington de 1853 à 1856, puis au Mount St. Mary's College d'Emmitsburg, dans le Maryland, dont il est diplômé en 1860. Ensuite il poursuit sa théologie au séminaire avant d'étudier au collège pontifical nord-américain de Rome . Il est ordonné prêtre le 25 juin 1865.
De retour aux États-Unis la même année, il devient curé de l'église de la Nativité de New York (en) jusqu'en 1866, puis retourne à Charleston où il est nommé curé de la paroisse Saint-Joseph. Ensuite il est missionnaire à New Bern en Caroline du Nord (1868-1872), vice-recteur de la cathédrale Saint-Jean-Baptiste de Charleston et curé de l'île Sullivan (1872-1877) et de Saint-Patrick de Charleston (1877-1882).
Le 16 septembre 1881, Henry Northrop est nommé vicaire apostolique de Caroline du Nord et évêque titulaire (in partibus) de Rosalia (de) par Léon XIII. Il reçoit la consécration épiscopale des mains du cardinal Gibbons, le 8 janvier 1882. Ensuite il est nommé parallèlement quatrième évêque de Charleston le 27 janvier 1883; c'est lui qui ordonne prêtre Thomas Frederick Price (cofondateur de Maryknoll), le 20 juin 1886. Il démissionne de sa charge de vicaire apostolique le 4 février 1888, ne demeurant qu'évêque de Charleston. Il meurt à l'âge de 74 ans.